# ولنیکیورا
ولنیکیورا (به انگلیسی: Vulnicura) هشتمین آلبوم استودیویی از خوانندهٔ ایسلندی بیورک می‌باشد که در ۲۰ ژانویهٔ سال ۲۰۱۵ از سوی وان لیتل ایندین رکوردز منتشر گردید. این آلبوم توسط بیورک، آرکا و هکسان کلوک تهیه و تولید شده‌است. بیورک گفته این آلبوم بازتابی از احساسات او پیش و پس از جدایی از هنرمند معاصر آمریکایی، متیو بارنی، و نیز روند بهبودی و ترمیم روحی اوست.